# Claude-Michel Schönberg
Pour les articles homonymes, voir Schönberg.
 (décembre 2018).
Si vous disposez d'ouvrages ou d'articles de référence ou si vous connaissez des sites web de qualité traitant du thème abordé ici, merci de compléter l'article en donnant les références utiles à sa vérifiabilité et en les liant à la section « Notes et références ».
Ne doit pas être confondu avec Claude Michel (Gianni Marzano).
Claude-Michel Schönberg, né le 6 juillet 1944 à Vannes, est un producteur, acteur, chanteur, compositeur français de chansons populaires et de comédies musicales.

## Carrière

### Famille et formation
Après des études secondaires au collège Saint-François-Xavier de Vannes, Claude-Michel Schönberg intègre l'École supérieure de commerce de Nantes.
Claude-Michel Schönberg épouse la journaliste Béatrice Szabó. De ce mariage naissent deux enfants. Le couple divorce,.

### Carrière professionnelle
Il commence sa carrière, dès les années 1960, en tant que pianiste chanteur dans le groupe Les Vénètes. Il est ensuite engagé par Pierre Bourgoin, directeur de Pathé-Marconi, comme directeur artistique pour les groupes Variations, Triangle, Wallace Collection, Les Roche Martin, et les artistes Régine, Dani, Franck Pourcel, Véronique Sanson, Gilbert Bécaud…
En 1973, il coécrit avec Raymond Jeannot la musique de l'opéra rock La Révolution française, et joue le rôle du roi Louis XVI cette année-là, au Palais des sports de Paris.
En 1974, il écrit la musique et les paroles de la chanson Le premier Pas, qui est numéro 1 en France avec plus d'un million d'exemplaires vendus. Le premier Pas est produit par Franck Pourcel, avec lequel il collabore un an plus tard sur un album consacré au Concorde, le célèbre avion supersonique franco-britannique, à l'occasion du lancement de ses vols commerciaux.
En 1977, il écrit la chanson La tête en feu pour Mireille Mathieu, sur l’album Sentimentalement vôtre, qui s'écoule à plus de 200 000 exemplaires.
Il enregistre six albums, produits par Franck Pourcel, dans lesquels il chante ses propres chansons. À la fin des années 1970, il participe à la réalisation de plusieurs enregistrements de la Bande à Basile, dont le célèbre titre La Chenille. En 1978, Claude-Michel Schönberg et Alain Boublil trouvent l'idée des Misérables. Depuis 2009, Les Misérables est devenue la comédie musicale qui a enregistré[Quand ?] le plus grand nombre de spectateurs dans le monde avec 125 millions d'entrées.
Dans les années 1980, il travaille avec la chanteuse québécoise Martine St-Clair pour qui il écrit et compose une série de succès, dont Il y a de l'amour dans l'air (1983, chanson interprétée en France par Bruna Giraldi), Je vis pour la vie, Duel d'amour et Une grande histoire d'amour (1984), L'amour est dans tes yeux, Dis-moi de revenir,  Quand je tombe en amour (1986) et Folle de vous (1988).
Écrite avec Alain Boublil, The Pirate Queen, l'histoire d'une pirate irlandaise du XVIe siècle, Grace O'Malley, est ensuite créée à Chicago au Cadillac Palace Théâtre le 3 octobre 2006 ; cette comédie musicale est ensuite jouée au Hilton Theater de Broadway à partir du 5 avril 2007. Leur dernier projet est Marguerite, incluant de la musique de Michel Legrand et des paroles d'Herbert Kretzmer. Inspirée par La Dame aux camélias d'Alexandre Dumas (fils) et située durant la Seconde Guerre mondiale dans le Paris occupé, cette comédie musicale raconte l'histoire de la maîtresse d'un officier allemand qui s'attire l'amour d'un pianiste deux fois plus jeune qu'elle. Marguerite est créée le 6 mai 2008 au Royal Haymarket Théâtre à Londres.

## Discographie
Il est surtout connu pour ses collaborations avec le librettiste Alain Boublil sur les comédies musicales :
- La Révolution française (1973)
- Le premier pas... (1974)
- Elles et moi... (1975)
- Les Misérables (1980)
- Miss Saigon (1991)
- Martin Guerre (1996)
- The Pirate Queen (2006)
- Marguerite (mai 2008)
- Cléopatra (2011)

## Décorations
Le 10 février 2016, Claude-Michel Schönberg est nommé au grade d'officier dans l'ordre des Arts et des Lettres.
Le 3 juillet 2024, il est nommé au grade de chevalier dans l'ordre national de la Légion d'honneur au titre de « compositeur de musique, chanteur ; 61 ans de services ».

## Pour approfondir